# Aeroportul Shinyanga
Aeroportul Shinyanga (IATA: SHY, ICAO: HTSY) este un aeroport din Regiunea Shinyanga, Tanzania ce deservește zona Shinyanga. Aeroportul a fost tranzitat în iulie 2017 de 24 de pasageri. A fost numit după zona deservită.
Situat la o altitudine de 1.158 m, aeroportul dispune de o singură pistă. Este operat de Tanzania Airports Authority⁠(d).